# Neandertales en la cultura popular

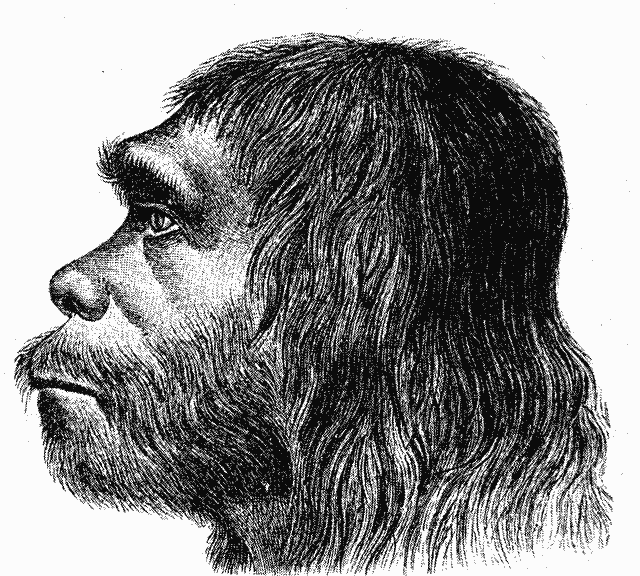
Una concepción temprana (1888) de lo que un hombre de Neanderthal pudo haber parecido; reconstrucciones como esta influyeron mucho en la representación de los "neandertales" en la cultura popular.

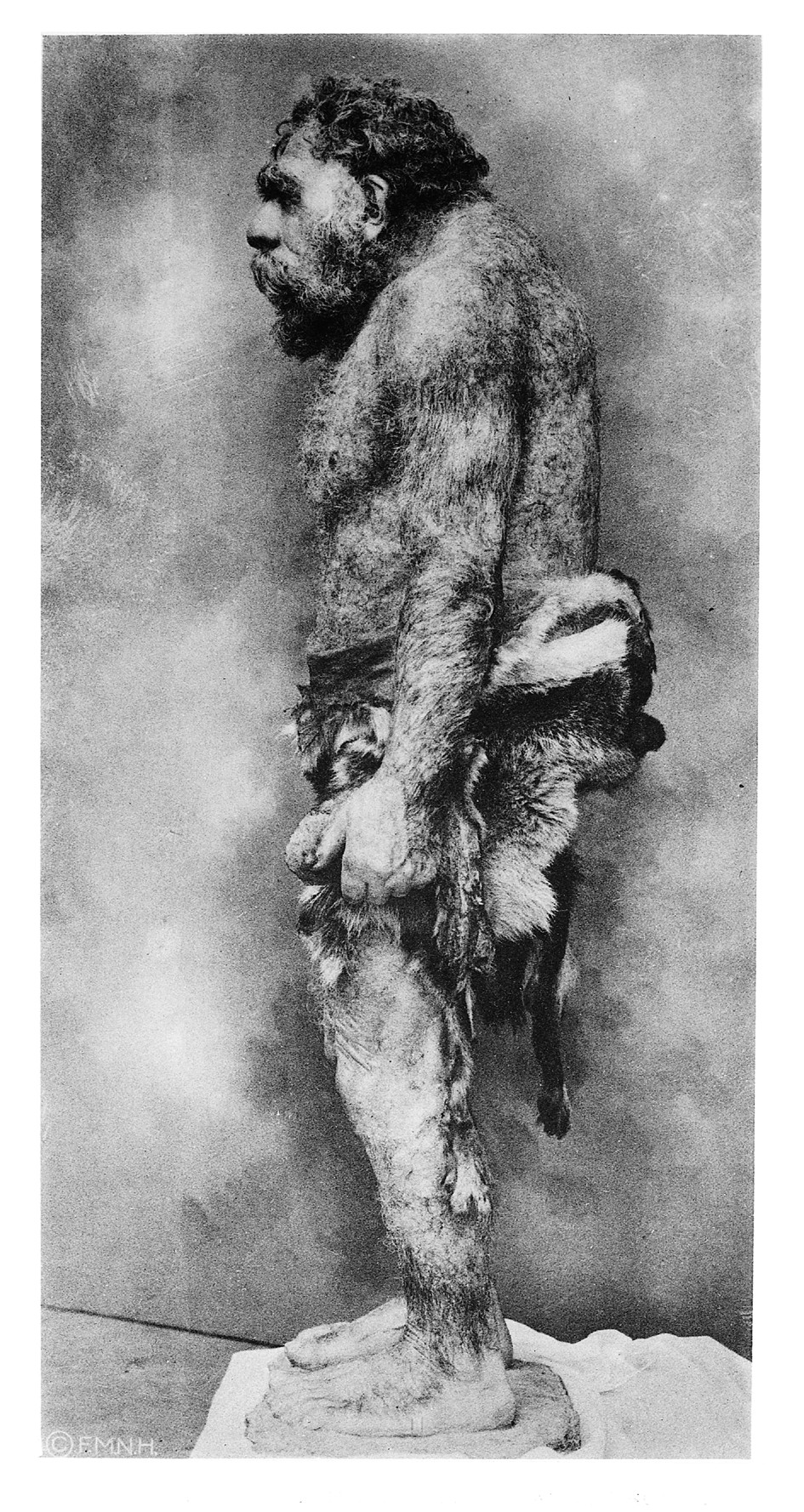
Modelo de cera de un Neanderthal, Field Museum of Natural History, Chicago. 1929

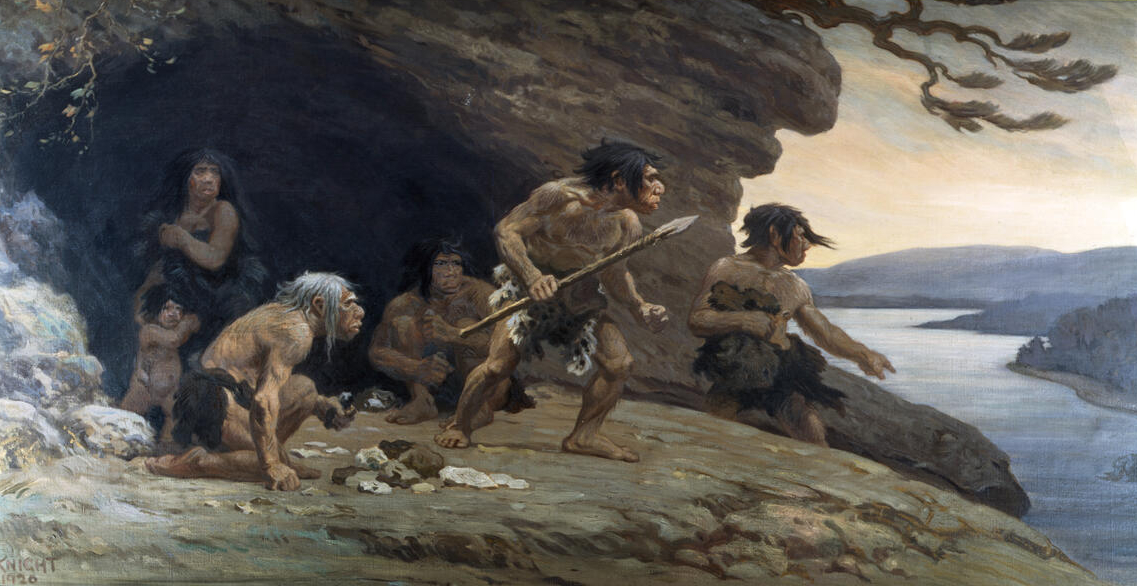
Le Moustier Neanderthals Por Charles R. Knight (1920)

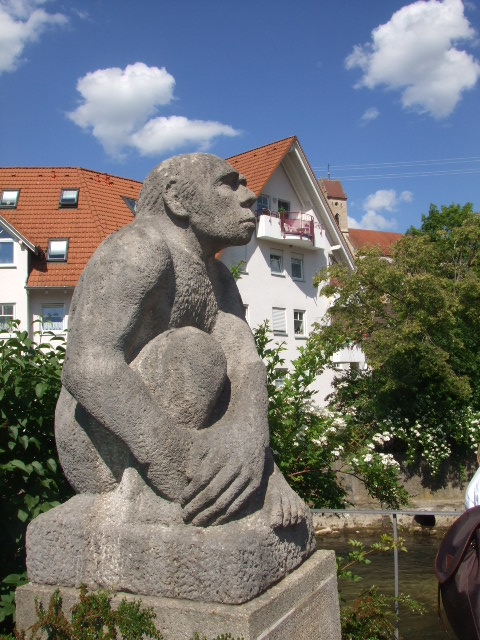
Estatua de Neanderthal en Veringenstadt, Alemania (1960)

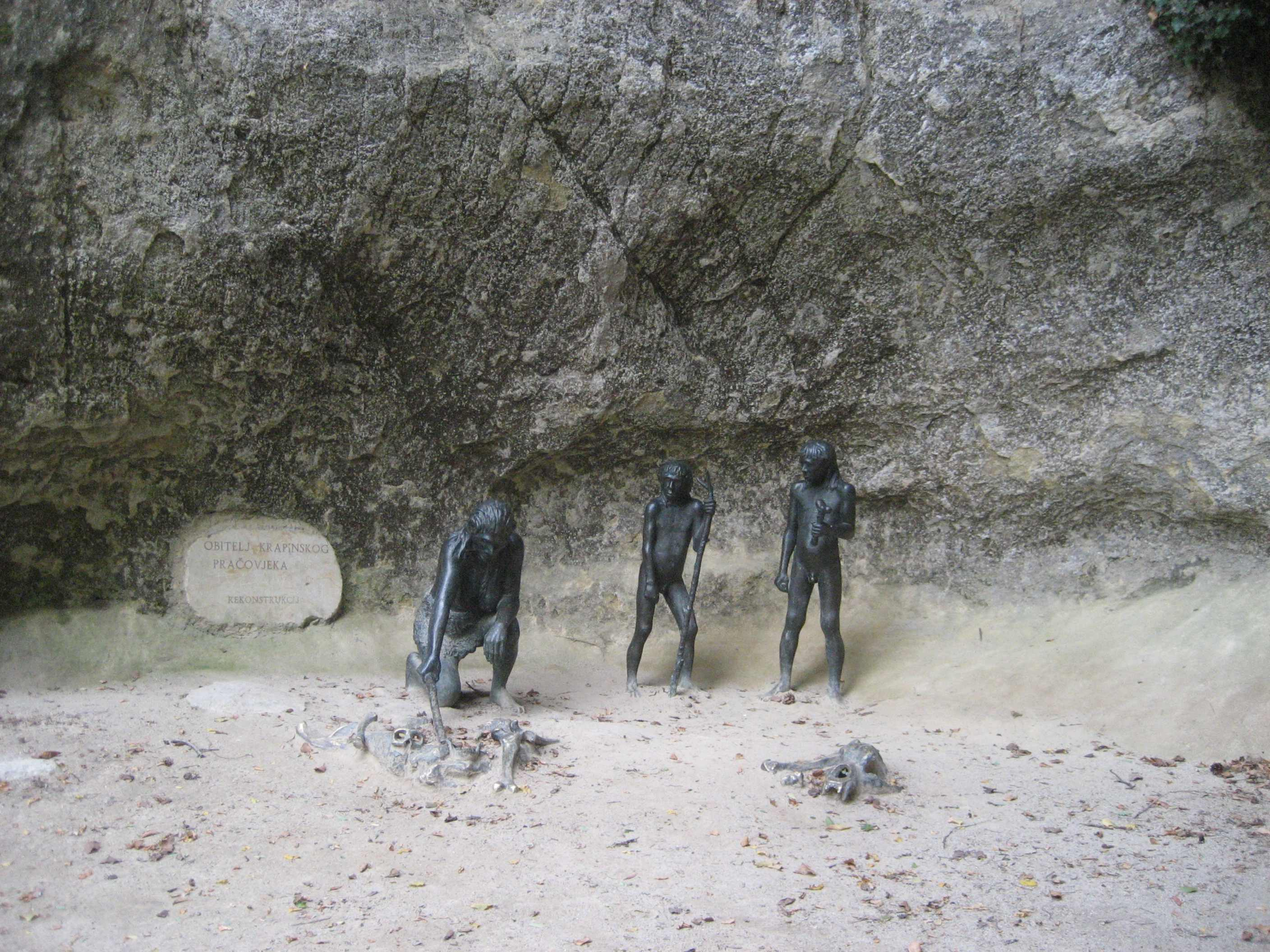
Grupo familiar escultórico en el sitio Krapina Neanderthal (Croacia)

Los neandertales han sido retratados en la cultura popular desde principios del siglo XX. Las primeras representaciones se basaban en nociones del proverbialmente rudo Hombre de las cavernas; desde la última parte del siglo XX, algunas representaciones se inspiraron en reconstrucciones de la vida más simpatizantes en la era del Paleolítico Medio.
En el idioma popular, la palabra "neandertal" se usa a veces como un insulto, para sugerir que una persona combina una deficiencia intelectual y una tendencia a usar la fuerza bruta. También puede implicar que la persona está pasada de moda o unida a ideas obsoletas, de la misma manera que los términos "dinosaurio" o "Yahoo" también se usan.
Hay una serie de descripciones literarias simpáticas con los neandertales, como en la novela Los herederos (The Inheritors) de William Golding, el cuento de Isaac Asimov "El pequeño niño feo" (The Ugly Little Boy), o el tratamiento más serio del paleontólogo finlandés Björn Kurtén (en varios trabajos incluyendo la Danza del Tigre) y el psicólogo británico Stan Gooch en su teoría del origen híbrido de los humanos.

## Orígenes
La percepción contemporánea de los neandertales y su representación estereotípica tiene sus orígenes en la Europa del siglo XIX. Los naturalistas y los antropólogos se enfrentaron a un número cada vez mayor de huesos fosilizados que no coincidían con ningún taxón conocido. La Systema Naturae de Carl Linnaeus, de 1758, en la que introdujo al Homo sapiens como especie sin diagnóstico ni descripción, fue la enciclopedia autorizada de la época. La noción de especie extinta era inaudita y, de ser así, habría contradicho el paradigma de la inmutabilidad de las especies y el mundo físico, que era el producto infalible de un acto único y deliberado de un dios creador. La mayoría de los eruditos simplemente declararon que los primeros fósiles de Neandertal eran representantes de las primeras "razas" del hombre moderno. Thomas Henry Huxley, un futuro partidario de la teoría de la evolución de Darwin, vio en el fósil Engis 2 un "hombre de bajo grado de civilización". El descubrimiento del fósil Neandertal lo interpretó como dentro del rango de variación de los humanos modernos.
A mediados del siglo XIX, las ciencias biológicas de Alemania estaban dominadas por Rudolf Virchow, quien describió los huesos como un "fenómeno individual notable" y como una "deformación individual plausible". Esta afirmación es la razón por la cual las características de los neandertales fueron percibidas como una forma de cambio de esqueleto patológico del hombre moderno en los países de habla alemana durante varios años después.
August Franz Josef Karl Mayer, un asociado de Virchow, enfatiza la enfermedad, el dolor prolongado y la lucha en comparación con las características humanas modernas.. Confirmó los cambios raquíticos del neandertal en el desarrollo óseo. Mayer argumentó, entre otras cosas, que el muslo y los huesos pélvicos del hombre de Neanderthal tenían la forma de alguien que había pasado toda su vida montando a caballo. El brazo del individuo solo se había curado deficientemente y las líneas de preocupación permanentes resultantes sobre el dolor fueron la razón de las distinguidas crestas de la frente. El esqueleto era, especuló, el de un cosaco ruso montado, que había vagado por la región entre 1813 y 1814, durante los disturbios de las guerras de liberación alemana de Napoleón ".
Arthur Keith, de Gran Bretaña, y Marcellin Boule, de Francia, fueron altos miembros de sus respectivos institutos paleontológicos nacionales y se encuentran entre los paleoantropólogos más eminentes de principios del siglo XX. Ambos hombres argumentaron que este neandertal "primitivo" no podía ser un antepasado directo del hombre moderno. Como resultado, la copia del museo del casi completo fósil de neandertal encontrado en La Chapelle-aux-Saints estaba inexactamente montado en una exagerada postura torcida con una columna vertebral deformada y fuertemente curvada y las piernas torcidas. Boule encargó las primeras ilustraciones del neandertal, donde se caracterizó como una figura peluda parecida a un gorila con dedos opuestos, basada en un esqueleto que ya estaba distorsionado con artritis.

## Novelas y cuentos
La ciencia ficción ha representado a los neandertales en novelas y cuentos de varias maneras:
- Los neandertales aparecen en la historia corta de H. G. Wells de 1921 "The Grisly Folk", que los retrata como criaturas salvajes y bárbaras que merecían su destino de extinción.[10][11]
- La novela de Edison Marshall, Dian of the Lost Land, de 1935, presenta a los Neandertales y los Cromañones como enemigos tradicionales que sobreviven en un cálido valle de la Antártida.[12]
- El cuento corto de L. Sprague de Camp de 1939 "The Gnarly Man" presenta a un neandertal inmortal viviendo en el mundo moderno.

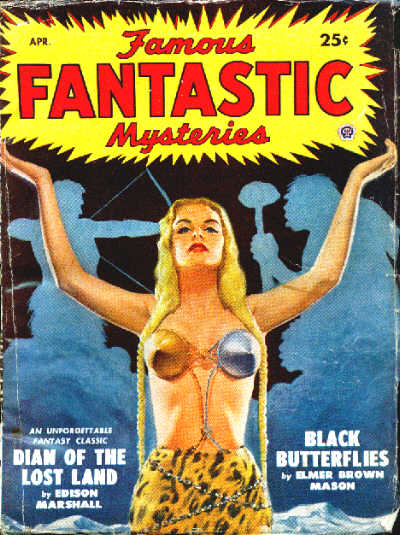
La novela de Marshall de 1923, Dian of the Lost Land, se reimprimió como la historia de portada de la edición de abril de 1949 de Famous Fantastic Mysteries.

- La novela de Marshall de 1923, Dian of the Lost Land, se reimprimió como la historia de portada de la edición de abril de 1949 de Famous Fantastic Mysteries.La historia de Poul Anderson, "The Nest", se cuenta desde el punto de vista de un neandertal que se encuentra en una peculiar colonia de viajeros en el tiempo que mezcla personas de distintos períodos de tiempo y lugares. Finalmente tiene un papel crucial en forjar una alianza de personas de muy diferentes orígenes, luchando juntos contra los villanos de la historia: aventureros bandidos de la Sicilia Medieval Normanda ayudados por nazis del siglo XX. Eventualmente, él puede regresar a su propio tiempo del cual fue secuestrado, pero encuentra que la sociedad neandertal (su nombre para su clase es simplemente "The Men") es demasiado aburrida y se instala en una carrera de aventuras en el tiempo junto con la mujer rusa de la que se enamoró.
- En "The Long Remembering" de Poul Anderson, un hombre moderno emprende un "viaje mental en el tiempo" que le permite experimentar la vida de un ancestro muy remoto, un cazador de Cromañón que se prepara para rescatar a su compañero secuestrado por los "Goblins" (neandertales) viviendo al otro lado del río. La historia plantea la sorprendente suposición de que el pelo rubio y los ojos azules eran características neandertales (lo que implicaría que los humanos modernos que tienen ese pelo y ojos tienen más ancestros neandertales que otros). Esto es relevante para la trama: la mujer, Evavi, es única entre su tribu en ser rubia y de ojos azules, lo que hace que otros hombres de Cromañón sospechen de ella. El protagonista, sin embargo, la ama y no tendría otra esposa. Temiendo que los Goblins la hayan comido, al final descubre que, de hecho, la habían tratado con respeto e incluso con una especie de reverencia, ya que se parecía a ellos, pero era mucho más alta. En el curso de su rescate, el protagonista descubre que los Goblins no poseen temible poder mágico (como su gente hasta ahora creía), que sus armas y habilidades de combate son muy inferiores a las de su gente, y que su tierra está llena de animales de caza. - Todo lo cual lo lleva a contemplar un esquema de conquista. En 2014, Stephen Baxter escribió una secuela que representa el mismo escenario generaciones después, cuando el proceso de extinción de los neandertales está muy avanzado.
- En el cuento "The Ugly Little Boy" de Isaac Asimov, un niño neandertal es llevado al presente a través del viaje en el tiempo. Los neandertales son simpatéticamente representados por tener una sociedad y un lenguaje articulados y sofisticados, en una refutación consciente del estereotipo anterior. En 1992 se amplió a una novela en colaboración con Robert Silverberg, añadiendo una trama convergente tomando parte en la sociedad neandertal del pasado.
- En la historia de Avram Davidson, "El Ogro", algunos neandertales sobrevivieron a los tiempos históricos, y el último de ellos llegó a un final trágico en un remoto valle de la Alemania del siglo XVI. El arqueólogo del siglo XX que descubrió sus huellas llegó a un final igualmente trágico.
- La novela de Philip K. Dick, "El hombre cuyos dientes eran exactamente iguales", utiliza como argumento el descubrimiento de un cráneo de neandertal en los Estados Unidos. También se demostró que los neandertales vivían en pueblos primitivos en las áreas rurales de los Estados Unidos en su libro "The Simulacra". En la última parte de este libro, los neandertales reemergentes (o "chuppers") están felices con el estallido de la guerra nuclear, con la esperanza de que la autodestrucción del Homo sapiens les brinde otra oportunidad de dominar la Tierra.
- En "The Bull from the Sea", de Mary Renault, los centauros son retratados como neandertales.
- En "Wolves Beyond the Border", un fragmento de Robert E. Howard, parte del ciclo Conan el Bárbaro. completado por L. Sprague de Camp - el temible Mago del Pantano vive en el desierto de los pictos y tiene la habilidad de desatar demonios contra sus enemigos. Se dice que el Mago "no es un picto sino el último remanente de una raza antigua que vivió en la tierra antes de que los pictos lo invadieran" y la descripción del mago lo identifica claramente como un neandertal.
- La novela de Clifford D. Simak de 1968, "The Goblin Reservation", presenta a un neandertal llamado Alley Oop (después de la historieta homónima) traído al futuro con fines de estudio. La novela lo presenta aproximadamente veinte años después. Para entonces, ya está lo suficientemente educado como para trabajar en una tesis doctoral, pero todavía tiene problemas con ciertos aspectos sociales, ya que posee, por ejemplo, el hábito de irrumpir en tiendas cerradas cuando tiene hambre y pagar una indemnización más tarde.
- El personaje de DC Comics Anthro es el primer niño cromañón nacido en la Edad de Piedra de padres de neandertales. Su padre, el neandertal Ne-Ahn es el jefe de su tribu, su madre es un miembro cautivo de otra tribu.
- En la serie Riverworld, Philip José Farmer presenta a un prominente personaje neandertal llamado Kazz (abreviado de Kazzintuitruaabemss), quien interactúa con los humanos modernos. Su novela anterior, "The Alley Man", trata de un neandertal cuya familia ha sobrevivido hasta los tiempos modernos.
- La novela de Michael Crichton de 1976 Devoradores de cadáveres sitúa a una pequeña población de neandertales en el norte de Europa como la fuente de las batallas registradas en Beowulf. Esta historia también fue la base de una película "The 13th Warrior" (1999), aunque nunca se mencionó la palabra "neandertales" en la película.
- Los neandertales aparecen como personajes en la serie Los hijos de la tierra de Jean M. Auel, incluida la adaptación cinematográfica de 1986 del primer libro, El clan del oso cavernario.
- La novela "Glory Lane", de Alan Dean Foster, involucra a los neandertales espaciales que fueron extraídos de la Tierra por extraterrestres poderosos para salvarlos de la extinción.
- Colin Wilson analiza la evidencia y las teorías de la supervivencia de los neandertales en la era moderna, incluida la posibilidad de su reciente crianza con humanos, en su libro "Unsolved Mysteries".
- Los neandertales también aparecen en la novela spin-off de 2005 de Doctor Who New Series Adventures, donde también muestran buena inteligencia pero luchan con conceptos como ficción y mentiras, y parecen no entender por qué los humanos "siempre están inventando cosas". .
- El enfrentamiento entre el último de los Neandertales y la raza emergente de Homo sapiens se describe en la novela de A.A. Attanasio de 1991 "Cazando al fantasma bailarín".
- La novela de Harry Turtledove, "Down in the Bottomlands", está ambientada en una línea de tiempo alternativa donde el mar Mediterráneo se ha mantenido seco desde el Mioceno, y Europa todavía está habitada por Homo neanderthalensis, referida en la historia como "Strongbrows" y descrita como "más corto, más robusto, más justo ", que la gente" Cabeza alta "(presumiblemente análoga a Homo sapiens).
- La serie animada de corta vida Cro se centró alrededor de un niño cromañón que fue adoptado por una tribu de neandertales.
- En la novela "Neanderthal" de John Darnton de 1996, se descubre un grupo de neandertales supervivientes en las montañas de Afganistán. En la novela, se dice que los neandertales poseen la capacidad de leer mentes debido a su mayor capacidad craneal, pero a diferencia de los cromañones, carecían de la capacidad de engaño en más de dos niveles a la vez. el autor culpó a la casi extinción de los neandertales de esta deficiencia.
- La novela de Joan Dahr Lambert, "Circles of Stone", cuenta la historia de una banda de primeros Homo sapiens que se unieron con una banda remanente de neandertales para derrotar a otra banda hostil de H.sapiens que intentan apoderarse de su territorio. Situado en los Pirineos, los neandertales están muriendo porque no pueden dar a luz a suficientes niños; sus cabezas de bebés son a menudo demasiado grandes.
- En la serie de novelas de "Quest for Tomorrow" de William Shatner, los neandertales eran una especie psíquica primitiva que llamó la atención de un gran imperio alienígena, que decidió aislar el gen telepático y trasplantó varios sujetos experimentales a otro mundo. Los neandertales originales fueron eliminados para que nadie más pudiera reproducir el experimento. El Homo sapiens no fue modificado. Los neandertales trasplantados finalmente evolucionaron en una sociedad industrial; esto llevó mucho más tiempo que a la humanidad, ya que una especie telepática tendría problemas para inventar tecnología compleja sin el uso de la escritura, que sería una herramienta innecesaria para los telépatas. En la historia, los neandertales finalmente se unieron y trascendieron su forma física, convirtiéndose en un ser divino.
- En "The Silk Code", de Paul Levinson (ganador del premio Locus de 1999 a la mejor novela), los neandertales siguen viviendo en el País Vasco en el año 750 DC, y algunos sobreviven en el mundo actual.
- "Esperando", por Frank M. Robinson
- Los personajes de "T'lan Imass" en la serie de fantasía con raíces antropológicas Malazan Book of the Fallen parecen estar basados fisiológicamente en los neandertales.
- En la serie de novelas de "Thursday Next" de Jasper Fforde, se describe a los neandertales como seres traídos de la extinción mediante clonación para actuar como sujetos de pruebas médicas gracias a su estrecha relación con el Homo sapiens, pero carentes de estatus legal como seres humanos. Luego de una protesta pública en la práctica, son liberados para ocupar puestos de trabajo mal pagados. Tienen una sorprendente habilidad para "leer mentes" a partir de pequeños movimientos faciales y un lenguaje corporal indistinto, incluso detalles como el estado civil, el trabajo y la identidad del verdadero amor; Los neandertales dicen que las caras pueden formar verbos. Pueden detectar instantáneamente a un mentiroso y, por lo tanto, respetar a los humanos más si dicen exactamente lo que quieren decir, sin importar cuán ofensivo u obtuso sea. Su arte es abstracto, pero pueden entenderlo instantáneamente como si fuera fotorrealista. Nunca trabajan, juegan o incluso caminan bajo la lluvia, para mostrar respeto.
- En la novela "Raising Abel", W. Michael Gear y Kathleen O'Neal Gear hablan de los neandertales clonados de nuevo en existencia en los tiempos modernos, que son el blanco de los intentos de asesinato de una secta creacionista fundamentalista cristiana.
- La trilogía "Neanderthal Parallax" de Robert J. Sawyer ("Homínidos", "Humanos" e "Híbridos") retrata el contacto con un mundo alternativo donde los neandertales se convirtieron en la especie dominante mientras que el Homo sapiens desaparecía. La historia comienza con un científico neandertal siendo atraído a nuestro mundo y lidiando con el considerable choque cultural, ya que según sus estándares morales, el Homo sapiens es un monstruo terrible. El primer libro de esta serie, Hominids, ganó el Premio Hugo en 2003. (La novela de Sawyer de 1997 Frameshift utilizó el ADN de neandertal como un elemento de una trama ambientada en la América moderna).
- "La danza del tigre" del paleontólogo profesional Björn Kurtén, sigue las interacciones entre el Homo sapiens europeo y los neandertales, posibles cosmovisiones y orígenes para la mitología del troll.
- En "Darwin's Radio", de Greg Bear (ganador del Premio Nebula 2003), un fenómeno que causó la muerte de los neandertales ahora amenaza a los humanos modernos.
- El Múltiple de Stephen Baxter: Origen presenta prominentemente a los neandertales desde una línea de tiempo alternativa. Esta es una secuela de Manifold: espacio donde los personajes neandertal también aparecen, en un contexto más restringido, como trabajadores esclavos genéticamente modificados.
- La novela "Cielo" de Ian Stewart y Jack Cohen presenta a los neandertales espaciales que fueron expulsados de la Tierra por extraterrestres poderosos por razones no especificadas. En la novela de S. M. Stirling "The Sky People", los neandertales habitan un Venus alternativo.
- En la antología "Keeper of Dreams" de Orson Scott Card, la historia "Heal Thyself" describe la resurrección accidental de los neandertales durante las pruebas de una mejora del sistema inmunológico.
- En "N-words" de Ted Kosmatka, los neandertales son resucitados por científicos surcoreanos en masa y se casan con humanos.
- En "Las aventuras de Cletus", una serie web vulgar y cómica de cuentos cortos, el personaje principal es un inmortal llamado Cletus que dice ser un neandertal.
- En la serie cómica italiana "Martin Mystère" publicada por Bonelli Comics, el compinche del protagonista es un neandertal llamado "Java".
- Stephen Baxter escribió "The Lingering Joy", una secuela de "The Long Remembering" de Poul Anderson (ver arriba). En un mundo al borde de la destrucción en una guerra nuclear, la hija del protagonista de la historia anterior se embarca en el mismo tipo de "viaje mental en el tiempo" que su padre hacía muchos años. Su motivación principal es religiosa: descubrir si la Encarnación de Jesús fue un evento único y único, o si Dios ya se había encarnado entre los neandertales, para brindarles también la salvación. Experimenta la vida de una remota antepasada, una rebelde joven cromañón que busca demostrar que puede igualar a los cazadores masculinos de su tribu. Pero mientras que en el coraje y la habilidad ella es totalmente igual, no puede igualar la crueldad despiadada de los cazadores masculinos. Al visitar el último enclave restante de los Goblins (neandertales), al borde de la extinción final, no puede evitar sentir empatía y compasión por un Goblin macho cuya pareja fue violada y asesinada por un hombre de su propia tribu. Y luego se encuentra con el bebé maravilloso que nació para los Goblins condenados como una nueva estrella extraña en el cielo ...
- En "Savage Eden" de Nathan Martinez, la última niña neandertal y un fugitivo niño autista se juntan y aprenden a sobrevivir juntos mientras su escondite salvaje en las montañas del Cáucaso es invadido por escuadrones de la muerte humanos y ejércitos en vísperas de una guerra nuclear mundial.
- En "American Neolithic", de Terence Hawkins, un miembro de la última banda de neandertales, que sobrevivió hasta convertirse en un futuro distópico cercano a los Estados Unidos, se ve envuelto en un asesinato hip-hop y una confrontación en el tribunal con el creacionismo científico. Kirkus Reviews lo nombró mejor libro de 2014 y lo llamó "una gran obra de ficción especulativa".
- En la serie "Relic" de Jonathan Brookes, los militares traman un plan mal concebido para clonar a los neandertales para usarlos como super soldados en el combate cuerpo a cuerpo. La historia comparte algunas fascinantes perspectivas antropológicas y biológicas y explora los problemas sociales y morales de tal proyecto, así como los peores escenarios de un proyecto militar encubierto que salió mal.
- En su novela de Sigma Force "The Bone Labyrinth", James Rollins describe a los Watchers, una especie híbrida superior de los primeros humanos y neandertales que diseminaron el conocimiento y posiblemente se cruzaron con personas de todo el mundo. También crearon la ciudad protegida y oculta de Atlantis, ubicada en Ecuador.
- En los webcomics de 2015, "homínidos", los neandertales son habitantes de árboles y se refieren a su tribu como manadas. En lugar de usar pieles de animales, usan hojas como taparrabos y van en topless, incluso las mujeres.
- En mayo de 2017, se publicará "The Last Neanderthal" de Claire Cameron.

## Películas y serie de televisión
| Título                                                          | Director                         | Formato                  | Info |
| --------------------------------------------------------------- | -------------------------------- | ------------------------ | --- |
| Mad as a Mars Hare (Loco como liebre de Marte), de Looney Tunes | Chuck Jones                      | Serie animada            | Bugs Bunny se convierte en un "conejo neandertal" cuando Marvin el Marciano le dispara un rayo con su arma. |
| Korg 70000 B.C.                                                 | Irving J. Moore y Christian Nyby | Serie de televisión      | Una familia de neandertales durante la glaciación. |
| La Guerre du feu                                                | Jean-Jacques Annaud              | 1981 película            | Dos especies con distintos grados de evolución, los Ulhamr y los Kzamm, presentan características de los neandertales. |
| El clan del oso cavernario                                      | Michael Chapman                  | 1986 película            | Novela por Jean M. Auel Sobre tiempo prehistórico. Es el primer libro en la serie de libro de los Niños de la Tierra |
| Iceman                                                          | Fred Schepisi                    | 1984 película            | De un screenplay escrito por John Drimmer, describe un congelado neandertal viniendo a vida otra vez en 1980 en una estación de búsqueda ártica. |
| Ghost Light                                                     | Andrew Cartmel                   | 1989 película            | Un episodio en la serie televisiva Doctor Who, Nimrod, el mayordomo de una casa de la era victoriana, es un neandertal. |
| Noche en el Museo                                               | Shawn Leva                       | 2006 película            | Cuatro neandertales fueron exhibidos en el Museo Americano de Historia Natural. Una antigua tabla egipcia, la tabla de Akhemrah, hace que todo lo que se exhibe en el museo cobre vida de noche. Los neandertales mostraron interés en el fuego después de que les fue mostrado por el guardia nocturno, Larry Daley. |
| The Real Adventures of Jonny Quest                              | Mike Milo Davis Doi              | Serie de televisión      | El mítico yetis está declarado para ser un relict población de Neanderthals. |
| Dinosaurios[cita requerida]                                     | Brian Henson                     | Serie de televisión      | Genérico "cavemen" ha aparecido en episodios múltiples notablemente estación 3 episodios, "El Descubrimiento," y "Charlene y Sus Humanos Asombrosos." |
| You Can't Do That on Television[cita requerida]                 | Geoffrey Darby                   | Programa de televisión   | Un Neanderthal-gustar la familia era un frecuente recurring croquis en el espectáculo de los niños, En mantener con el tema de aquel episodio particular, el croquis a menudo parodied asuntos modernos con toscos, overbearing los padres exteriores de un encuadre de cueva prehistórico.                           |
| GEICO Cavemen                                                   | Joe Lawson                       | Anuncio                  | Serie de anuncios televisivos con personajes de marca registrada de la compañía de seguros de automóviles Geico. |
| Los Croods                                                      | Chris Sanders Kirk DeMicco       | Película animada de 2013 | La familia Croods se embarca en un viaje para encontrar un nuevo hogar junto con un niño cromañón que domina el fuego y otras "tecnologías" que nunca antes habían encontrado. |
| Minions                                                         | Pierre Coffin Kyle Balda         | Película animada de 2015 | Un neandertal es uno de los jefes de los Minions |
| Walking with Beasts                                             | Tim Haines                       | Documental               | Los neandertales aparecen en dos episodios de esta serie documental: «Beasts Within» y «Mamooth Journey». |
| Ao, el último cazador (Ao, le dernier Néandertal)               | Jacques Malaterre                | Película prehistórica    | Ao es un neandertal en busca de los últimos sobrevivientes de su clan. |